# Billie Holiday
Pour les articles homonymes, voir Fagan, Billie et Holiday.
Eleanora Fagan dite Billie Holiday et surnommée Lady Day, née à Philadelphie (Pennsylvanie) le 7 avril 1915 et morte à New York (État de New York) le 17 juillet 1959, est l'une des plus grandes chanteuses américaines de blues et de jazz. Consacrée par Strange Fruit, la carrière de Billie Holiday est marquée par son engagement pour les droits civiques et ses problèmes d'addiction à la drogue et à l'alcool. Avec Ella Fitzgerald, Nina Simone et Sarah Vaughan, elle est l'une des principales représentantes du jazz vocal.
Parmi ses plus grands succès figurent les standards de jazz All of Me, Summertime, Strange Fruit, Good Morning Heartache. Elle laisse derrière elle environ 660 enregistrements, réalisés entre 1933 et 1959.

## Biographie

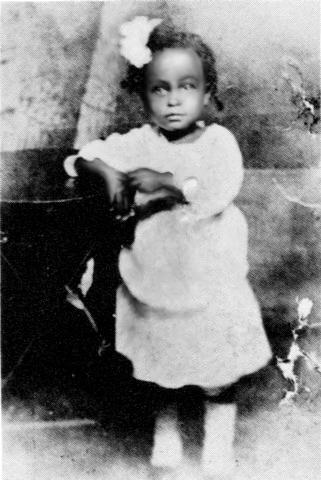
Billie Holiday vers 1917.

### Enfance
Billie Holiday, de son vrai nom Eleanora Harris Fagan, naît en 1915. Sa mère, Sarah Julia "Sadie" Harris qui se faisait aussi appeler Sadie Fagan (nom de son grand père maternel) d'origine irlandaise, a 17 ans et son père, Clarence Holiday d'origine afro-américaine, a 19 ans ; il est musicien professionnel. Dans Lady Sings the Blues, Billie Holiday, réécrivant son histoire, ajoute quelques années à son père, plus encore à sa mère, et en fait un couple marié. C'est l'une des nombreuses déformations de la réalité que Billie elle-même entretenait et dont son autobiographie a prolongé les effets. La réalité est un peu moins idyllique. Clarence et Sadie ne se sont jamais mariés. Clarence Holiday ne reconnaît pas l'enfant, il est guitariste de jazz et passe sa vie dans les clubs la nuit, sur les routes le jour. Sadie, aide-ménagère et cuisinière qui se prostitue à l'occasion, ne s'occupe pas de sa fille qui est ballotée entre tantes et cousines et est placée dans des maisons de redressement pour jeunes noirs où elle connaît le viol et la violence.
Sa mère la fait venir à New York en 1928. Billie commence à faire des ménages dans Harlem où elle chante à l'occasion, mais finit comme sa mère par se prostituer. Elle est arrêtée, passe quelques mois à la prison de Welfare Island. À sa sortie de prison, elle se lance dans la petite restauration avec sa mère. Elle acquiert une certaine notoriété comme chanteuse de jazz dans plusieurs clubs et speakeasies. Elle est auditionnée au Log Cabin de Harlem, où elle est engagée comme chanteuse rémunérée au pourboire. Elle prend alors le nom de Billie Holiday, en référence à l'actrice Billie Dove, son idole blanche du cinéma muet.

### Premiers succès
Un peu grâce à son père, mais surtout grâce à son talent, Billie Holiday croise bien des musiciens, notamment Bobby Henderson, avec qui elle tourne dans plusieurs clubs de Harlem et dont elle devient bientôt la compagne. Elle se contente des pourboires, qui s'accumulent lorsqu'elle entonne Trav'lin' All Alone ou Them There Eyes.
En 1933, John H. Hammond, producteur pour Columbia, découvre Billie Holiday dans un club où elle chante par hasard, à l'occasion d'un remplacement. Immédiatement convaincu de son talent, il lui ouvre les studios de Columbia pour une session avec un autre jeune musicien sous contrat avec la firme, le clarinettiste Benny Goodman : ce jour-là, elle enregistre Your Mother's Son-in-Law et Riffin' the Scotch et y gagne trente-cinq dollars. L'année suivante, elle chante avec Bobby Henderson à l'Apollo Theater, la salle à la mode où l'on vient applaudir les jeunes talents. Leur liaison cesse peu de temps après, Bobby est déjà marié. Billie rencontre d'autres musiciens prometteurs : parmi eux, Lester Young, engagé par Fletcher Henderson. La chanteuse et le saxophoniste se lient immédiatement d'amitié. Lester la surnomme Lady Day, Billie Holiday le surnomme President, ou plus brièvement Prez. Elle et lui fréquentent les clubs après leurs engagements respectifs, du soir au matin.

### Consécration
Billie Holiday chante également avec Duke Ellington qui la choisit pour son court-métrage Symphony in Black, dans lequel elle interprète Saddest Tale. À la même époque, elle entame une liaison avec le jeune saxophoniste Ben Webster. John H. Hammond programme le 2 juillet 1935 un enregistrement pour la firme Brunswick, avec Billie, Ben Webster, ainsi que Benny Goodman, le pianiste Teddy Wilson, le trompettiste John Truehart, le contrebassiste John Kirby et le batteur Cozy Cole. What a Little Moonlight Can Do et Miss Brown to You en ressortent, gravés à la perfection, et figurent dans les meilleures ventes de l'année. Tout va bien pour Billie Holiday, qui enchaîne les aventures sentimentales et installe sa mère à la tête d'un petit restaurant où, souvent, elles se retrouvent après la nuit pour le petit déjeuner.
Elle devient dès lors l'une des vedettes du jazz new-yorkais, à travers de nombreux engagements qu'elle partage régulièrement avec Teddy Wilson. Le style de Billie Holiday, intimiste, s'adapte mal aux plus grands shows, réservés à Bessie Smith et à ses imitatrices. Pourtant, ses disques avec Lester Young se vendent bien et Billie chante bientôt avec le grand orchestre de Count Basie, puis avec celui d'Artie Shaw. Une chanteuse noire dans un orchestre blanc ! La tournée avec ce dernier est pourtant écourtée, à cause du racisme des États du Sud, où elle ne peut pas chanter, ni même réserver une chambre d'hôtel ou entrer dans un restaurant avec les musiciens de l'orchestre.

### Strange Fruit

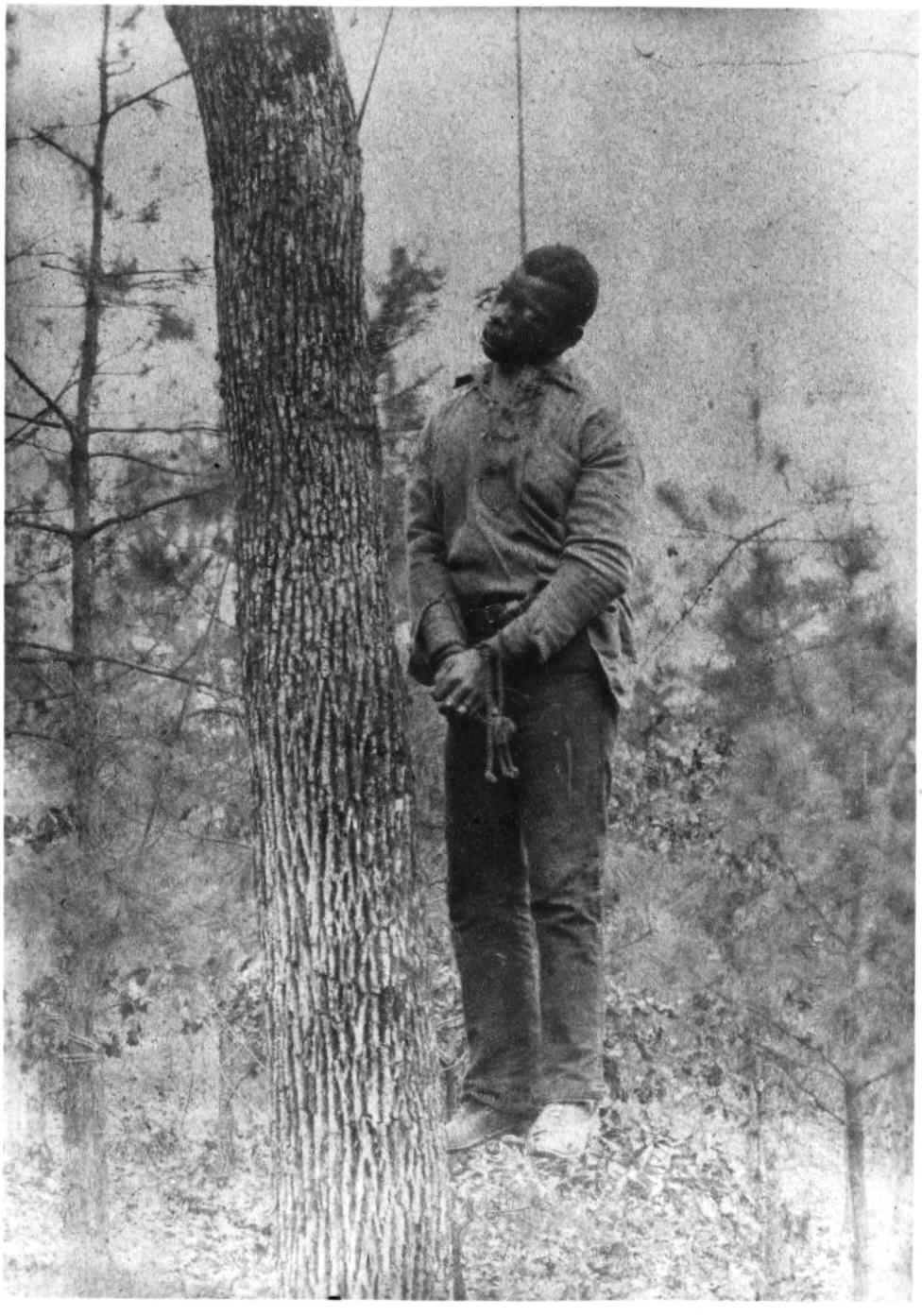
Alabama, 1889. Une personne noire est pendue à un arbre. C'est ce à quoi se réfère la chanson Strange Fruit.

Rentrée à New York, Billie Holiday continue de chanter dans les clubs grâce aux engagements que lui trouve John H. Hammond, en particulier au Café Society. C'est à cette époque qu'on la voit boire de plus en plus et fumer de la marijuana. C'est à cette époque aussi qu'elle enchaîne des liaisons féminines et qu'on la surnomme « Mister Holiday ».
En mars 1939, un jeune professeur de lycée, Abel Meeropol sous le pseudonyme de Lewis Allan, propose à Billie Holiday d'interpréter le poème Strange Fruit. À l'origine, ce poème a été publié sous le titre de Bitter Fruit, dans le journal The New-York Teacher en janvier 1937. Meeropol le mit par la suite en musique et la chanson sera interprétée à plusieurs reprises, notamment par son épouse, dans les cercles constitués d’amis progressistes. Billie Holiday accepte, après une longue hésitation, de prêter sa voix au texte de Meeropol, sur un arrangement musical de Daniel Mendelsohn. Elle comprend que la chanson met en musique toute l’injustice qui a tué son père, mort d'une pneumonie après que plusieurs hôpitaux du sud ségrégationniste eurent refusé de le soigner.
Cette métaphore du lynchage des Noirs dans la brise du Sud devient la chanson-phare du Café Society et de Billie Holiday. Cette chanson déchaîne la controverse et l'enregistrer se révèle compliqué. En effet, Columbia Records, la maison de disques avec laquelle Billie Holiday travaille, refuse de l’enregistrer. La chanteuse s’adresse alors à Commodore Records, une petite compagnie politiquement à gauche, dirigée par le producteur Milt Gabler. Le 20 avril 1939, le titre est enregistré et connaît un succès immédiat. Malgré ce succès commercial, l’enregistrement passe très peu sur les ondes. La chanson, trop dérangeante, est inadaptée à des programmes de divertissement et est tenue à l’écart : Ça cassait l’ambiance selon Milt Gabler.
À la fin de sa vie, Billie Holiday chante moins souvent ce titre : trop épuisée pour interpréter un texte qui exige beaucoup d’elle, elle se heurte également à un public qui, dans les années 1950, est moins empressé d'écouter des chansons protestataires.
La reprise par Billie Holiday de Gloomy Sunday en 1941, une chanson de désespoir sur le thème du suicide traduite du hongrois dans les années 1930, prolonge ce succès dans un registre similaire, bien que moins engagé.

### Drogue et disparition de «duchesse»
Les années suivantes voient Billie Holiday multiplier les enregistrements, les engagements, les succès, avec des musiciens de la stature de Roy Eldridge, Art Tatum, Benny Carter, Dizzy Gillespie… Mais elle entame également une liaison avec Jimmy Monroe, pour qui elle quitte le domicile de sa mère, avant qu'ils ne se marient précipitamment. Son nouveau compagnon est un escroc, doublé d'un drogué. Il l'habitue à l'opium, puis à la cocaïne, avant de se retrouver en prison.
Billie Holiday divorce de Monroe et enchaîne de nouveau les aventures, jusqu'à sa rencontre avec Joe Guy, un trompettiste bebop qui la fournit en héroïne. À l'époque même où elle est la première artiste noire à chanter au Metropolitan Opera, où elle signe un contrat en or chez Decca, elle se retrouve sous la coupe de Joe Guy, dépendante à l'héroïne… Billie en parle sans concession :

« Je suis rapidement devenue une des esclaves les mieux payées de la région, je gagnais mille dollars par semaine, mais je n'avais pas plus de liberté que si j'avais cueilli le coton en Virginie. »

Dans les clubs, il se murmure qu'elle ne respecte pas ses engagements, qu'elle est souvent en retard, qu'elle se trompe dans les paroles. En 1945, Joe Guy monte une grande tournée pour Billie Holiday : Billie Holiday and Her Orchestra. La tournée est déjà bien entamée lorsque Billie apprend la mort de sa mère Sadie, « Duchess », comme l'avait surnommée Lester. Billie est effondrée, elle sombre dans la dépression, elle se réfugie un peu plus dans l'alcool, la drogue, et écourte sa tournée. Elle se fait remarquer par ses réactions violentes, n'hésitant pas à se battre contre des femmes et des hommes quand elle s'estime insultée. Un de ses amis raconte que dans un bar, Billie Holiday a corrigé un soldat ivre qui tentait de l'agresser. Pareille mésaventure se produit dans un autre bar avec deux marins en permission qui la provoquaient. Un témoin affirme avoir vu Billie Holiday emmener les deux hommes dans une ruelle pour leur donner une raclée.

### Prison
Au lendemain de la guerre, Billie Holiday est au plus haut, elle entame sa collaboration avec le pianiste Bobby Tucker, ses disques se vendent bien (elle a signé en 1944 chez Decca, elle triomphe au Town Hall de New York en février 1946, et son répertoire s'élargit à quelques chansons indissociables de son personnage : Lover Man, Good morning Heartache (écrite pour elle par Irene Wilson), et ses propres compositions : Fine and Mellow, Billie's Blues, Don't Explain et God Bless the Child). Elle tourne aussi pour Arthur Lubin, dans le film New Orleans qui réunit de grands jazzmen, dont Louis Armstrong et Woody Herman.
À la même époque, elle renoue avec Joe Guy et adopte le LSD. Au début de 1947, son imprésario Joe Glaser (en) lui impose une cure de désintoxication dans une clinique privée, en vain ; quelques semaines plus tard, elle est arrêtée en possession de stupéfiants et condamnée à un an de prison. Elle fait un scandale, sa situation financière est catastrophique : ses royalties ont disparu dans la drogue et les poches des hommes qui l'entourent. Elle sort de prison le 16 mars 1948 pour bonne conduite, mais elle est ruinée. Le 27 mars, au Carnegie Hall, plus belle que jamais, la voix épanouie, ses éternels gardénias dans les cheveux, elle chante jusqu'à l'épuisement vingt et une chansons, plus six autres pour les rappels et c'est un triomphe.

### John Levy, les dettes et toujours la drogue

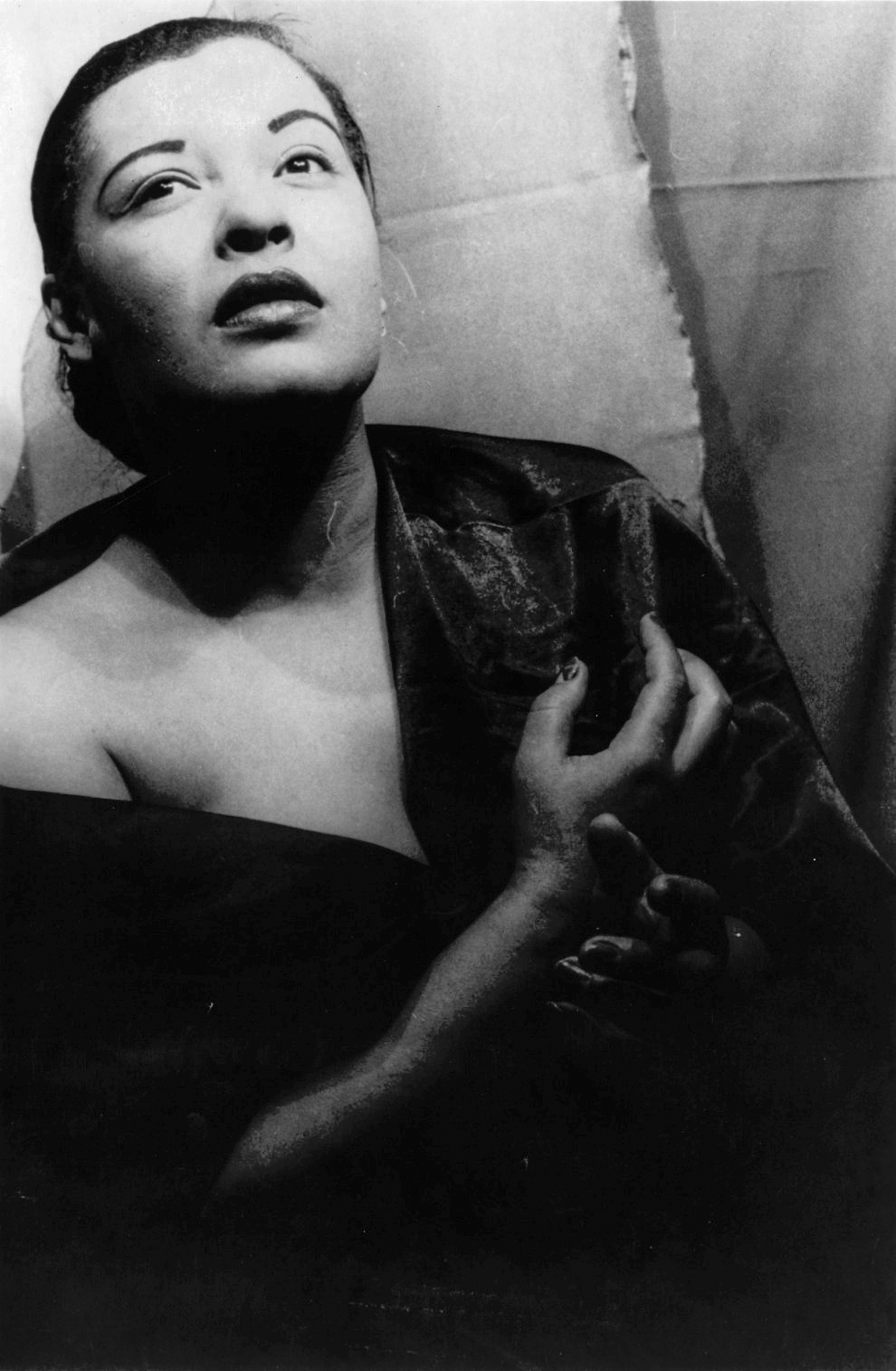
Portrait par Carl van Vechten (1949).

Après sa sortie de prison, sa carte de travail lui est retirée pour avoir enfreint les critères de « bonne moralité ». Elle ne peut plus chanter dans les clubs de New York (ou tout endroit vendant de l'alcool). Seules les grandes salles de concert lui sont autorisées, mais il est difficile de les remplir plus d'un ou deux soirs de suite. Par ailleurs, elle est impliquée dans une bataille d'agents, entre Joe Glaser et Ed Fishman, qui s'occupe désormais d'elle.
Malgré tout, elle se produit avec Lionel Hampton à la radio, et avec Count Basie au Strand Theatre. Elle sort désormais avec John Levy, gangster de seconde zone, surnommé par dérision « Al Capone ». À l'époque, elle entretient également une relation amoureuse avec Tallulah Bankhead. Comédienne, de bonne famille, celle-ci est fille de William Bankhead (en) qui était à sa mort, en 1940, président de la Chambre des représentants des États-Unis. Cependant, Billie Holiday est toujours plongée dans l'héroïne, et le retrait de sa carte la force à chanter hors de New York pour des engagements moins intéressants et moins bien rétribués. En outre, John Levy récupère désormais tout ce qu'elle gagne et la terrorise. Elle se fait prendre en possession de stupéfiants à San Francisco. En réplique, Tallulah Bankhead fait jouer ses relations, dont J. Edgar Hoover, alors directeur du FBI, grâce à quoi Billie Holiday est acquittée. Malgré cela, les ennuis persistent : elle subit toujours les violences de John Levy, son accompagnateur et ami Bobby Tucker l'abandonne, la police la traque, elle manque plusieurs fois d'être prise en possession d'héroïne. La presse ne manque pas une occasion de titrer sur elle, comme Down Beat en septembre 1950 : « Billie, de nouveau dans les ennuis ».
Lors d'un enregistrement en 1949 pour Decca, avec notamment Horace Henderson, Lester Young et Louis Armstrong, elle a du mal à tenir le rythme, elle se fait remarquer par ses retards, ses excès, une diction de plus en plus empâtée par l'alcool. Decca ne renouvelle donc pas son contrat en 1950, Billie plonge dans les dettes jusqu'au cou : John Levy, qui encaisse ses cachets, n'a payé aucune facture. Lorsqu'elle le quitte, elle perd beaucoup d'argent, mais retrouve une certaine liberté. Elle reste toutefois contrainte de faire de longues tournées puisqu'elle ne peut toujours pas chanter à New York. Fin 1950, elle renoue avec le succès à Chicago, en partageant l'affiche du Hi‑Note avec le jeune Miles Davis.

### Louis McKay et le retour au succès

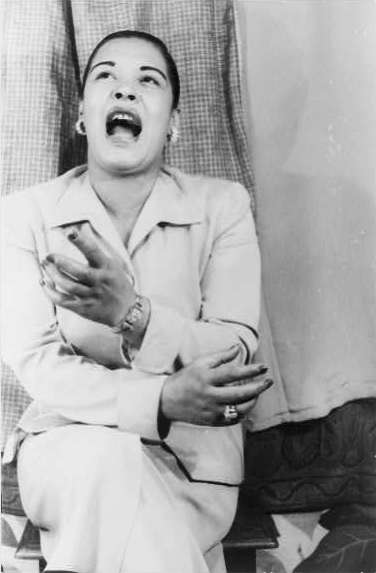
Portrait par Carl van Vechten (1949).

En 1951, Billie Holiday trouve une petite maison de production, Aladdin, pour laquelle elle enregistre quelques disques, mal reçus par les critiques. Elle rencontre également à Détroit un de ses anciens amants, Louis McKay, qu'elle avait connu à Harlem quand elle avait 16 ans. Marié et père de deux enfants, Louis McKay devient néanmoins son nouveau protecteur et contribue à relancer sa carrière. Elle s'installe sur la côte Ouest, et signe un contrat pour le label Verve de Norman Granz. Elle enregistre avec des partenaires dignes d'elle : Charlie Shavers à la trompette, Barney Kessel à la guitare, Oscar Peterson au piano, Ray Brown à la contrebasse, Alvin Stoller à la batterie et Flip Phillips au saxophone, le disque Billie Holiday sings qui obtient un franc succès, est suivi de plusieurs autres sessions. Son permis de travail à nouveau refusé, elle alterne les tournées fatigantes et les grands concerts à l'Apollo, au Carnegie Hall.
En 1954, elle réalise son vieux rêve de tourner en Europe. Accompagnée de Louis McKay et de son pianiste Carl Drinkard, elle chante en Suède, au Danemark, en Belgique, en Allemagne, aux Pays-Bas, à Paris, en Suisse. Elle repasse par Paris en touriste, avant de rejoindre l'Angleterre où ses concerts sont couronnés de succès. Une tournée fructueuse et l'un de ses meilleurs souvenirs. De retour au pays, malgré la drogue, malgré l'alcool, elle se surpasse. Elle se produit au Carnegie Hall, au festival de jazz de Newport, à San Francisco, à Los Angeles, et continue d'enregistrer pour Verve. Down Beat lui décerne un prix spécialement créé pour elle. Elle embauche aussi une nouvelle accompagnatrice, la jeune Memry Midgett. Leur relation est plus qu'amicale, et Memry l'aide dans ses tentatives pour décrocher de la drogue, en vain. Son influence ne plaît d'ailleurs pas à McKay qui la chasse.
Le 2 avril 1955, Billie Holiday retrouve le Carnegie Hall où elle participe au grand concert en hommage à Charlie Parker, mort le 12 mars. Aux côtés de Sarah Vaughan, Dinah Washington, Lester Young, Billy Eckstine, Sammy Davis, Jr., Stan Getz, Thelonious Monk… Elle clôt le concert, aux alentours de quatre heures du matin. En août 1955, elle enregistre un nouvel album pour Verve : Music for Torching, un chef-d'œuvre réalisé avec Jimmy Rowles au piano, Sweets Edison à la trompette, Barney Kessel à la guitare, Benny Carter à l'alto, John Simmons à la basse et Larry Bunker à la batterie. Elle retrouve ensuite les clubs de la côte Ouest.

### Lady in Satin
En 1956, Billie Holiday est arrêtée avec Louis McKay en possession de drogue : un nouveau procès se profile. Elle effectue une nouvelle cure de désintoxication, à l'époque où sort son autobiographie Lady Sings the Blues, pour l'essentiel une compilation de toutes ses anciennes interviews réunies par le journaliste William Dufty, admirateur de la diva. Cette autobiographie est cependant considérée comme « fausse ». La santé de Billie se dégrade de plus en plus. Sa nouvelle pianiste, Corky Hale, témoignera plus tard du calvaire de Billie : son épuisement, les ravages de la drogue et de l'alcool, les longues manches pour cacher les traces de piqûres qui lui couvrent même les mains, la fatigue, la perte de poids, l'ivresse avant les concerts. La perspective de son procès avec McKay la terrorise. Enfin, ce dernier la délaisse.
Elle apparaît au festival de Newport, ainsi qu'à la télévision, dans l'émission The Sound of Jazz, sur CBS, en compagnie, entre autres, de Lester Young, Coleman Hawkins, Ben Webster, Gerry Mulligan et Roy Eldridge, mais aussi du jeune Mal Waldron, son nouvel accompagnateur.
Louis McKay et Billie Holiday se marient, le 28 mars 1957, au Mexique, pour ne pas avoir à témoigner l'un contre l'autre lors de leur procès. Mais leur histoire est bel et bien terminée. Une fois le jugement prononcé (une mise à l'épreuve de douze mois), McKay quitte définitivement Billie Holiday et celle-ci engage une procédure de divorce. Elle enregistre Lady in Satin en février 1958, avec des chansons entièrement nouvelles et un orchestre dirigé par Ray Ellis, auteur des arrangements. Un album poignant, de même que son tout dernier, simplement intitulé Billie Holiday, enregistré début 1959. Elle fait également une apparition au festival de jazz de Monterey, en octobre 1958, et effectue une nouvelle tournée européenne au mois de novembre. Elle est sifflée en Italie, où sa prestation est abrégée. À Paris, elle assure à grand-peine un concert à l'Olympia, exténuée. Sa tournée prend l'eau. Elle accepte de jouer au Mars Club avec Mal Waldron et Michel Gaudry à la contrebasse : le public, tout acquis à Billie, l'acclame. On se bouscule dans le Mars Club, on y retrouve des célébrités de l'époque : Juliette Gréco, Serge Gainsbourg, ou encore Françoise Sagan qui écrira : « C'était Billie Holiday et ce n'était pas elle, elle avait maigri, elle avait vieilli, sur ses bras se rapprochaient les traces de piqûres. […] Elle chantait les yeux baissés, elle sautait un couplet. Elle se tenait au piano comme à un bastingage par une mer démontée. Les gens qui étaient là […] l'applaudirent fréquemment, ce qui lui fit jeter vers eux un regard à la fois ironique et apitoyé, un regard féroce en fait à son propre égard. »

### Lady, aprèsPrez
Malade depuis plusieurs années déjà, Billie Holiday a des œdèmes aux jambes, et surtout une cirrhose avancée. Pourtant elle ne modère pas ses excès. Elle boit du matin au soir. Épuisée par sa deuxième tournée européenne, elle repart quelques mois plus tard à Londres pour participer à une émission de télévision, Chelsea at Nine. Le retour est difficile. Billie apprend, le 15 mars 1959, le décès de son ami, Lester Young. Elle est effondrée. Le 7 avril suivant, elle fête ses 44 ans. Elle assure des engagements dans le Massachusetts, puis le 25 mai, elle chante au Phoenix Theatre (en) de New York, pour un concert de bienfaisance. Dans les coulisses, ses amis ne la reconnaissent pas, certains, comme Joe Glaser, veulent la faire hospitaliser : elle refuse. Le 30 mai, après être tombée chez elle, elle est admise au Metropolitan Hospital de Harlem.
Outre sa cirrhose, on décèle une insuffisance rénale. Traitée à la méthadone, elle se remet peu à peu. On lui interdit l'alcool et la cigarette, mais elle trouve toujours un moyen de fumer en cachette. Le 11 juin, on découvre un peu de poudre blanche cachée dans une boîte de mouchoirs, Billie Holiday est arrêtée et sa chambre mise sous surveillance policière pendant plusieurs jours. On prévoit de la juger après sa convalescence. Celle-ci semble se passer au mieux, mais, le 10 juillet, son état s'aggrave avec une infection rénale et un œdème pulmonaire. Louis McKay et William Dufty sont à son chevet. Elle reçoit les derniers sacrements le 15 juillet. Le 17 juillet 1959, à 3 h 10 du matin, Billie Holiday meurt à l'hôpital.
À la cérémonie funèbre du 21 juillet 1959, dans l'église Saint Paul, trois mille personnes se bousculent jusque sur la Columbus Avenue. Billie Holiday est enterrée au cimetière Saint-Raymond (en), dans le Bronx, auprès de sa mère. Louis McKay fait déplacer son cercueil dans une tombe séparée en 1960. À sa mort, Billie Holiday laisse à son ex-mari et seul héritier, mille trois cent quarante cinq dollars et ses droits. À la fin de 1959 (en seulement six mois), les royalties sur ses ventes de disques s'élèvent à cent mille dollars, ce qui donne une idée de ce qu'elle a pu dépenser aussi bien que de tout ce dont elle a été spoliée.

## Voix
À vingt ans, Billie Holiday s'émancipe de ses modèles, notamment Bessie Smith et Louis Armstrong. Son articulation un peu traînante est compensée par un sens du rythme unique, jouant avec les imperceptibles retards, les phrasés décontractés qui créent le swing si particulier de ses prestations. Elle possède un timbre un peu enroué allié à une diction claire et un vibrato discret. Billie Holiday ne chante pas, elle joue dans tous les sens du terme. Déjà dans les années 1930, cette sonorité si particulière et intimiste s'impose, quitte à se priver d'un plus grand succès populaire : tout le long de sa carrière, Billie manque de la puissance d'une Bessie Smith et de l'agilité d'une Ella Fitzgerald. Heureusement, elle rencontre un contexte favorable grâce à deux éléments : la généralisation du micro et la mode des chansons lentes, refrains d'amour et blues. Le fait d'avoir pu chanter très jeune avec les meilleurs jazzmen de l'époque n'a pu que stimuler ce talent, et l'entente entre Billie Holiday et Lester Young frôle le mimétisme sans jamais tomber dans l'imitation.[réf. nécessaire]
Les excès de Billie Holiday ne sont pas sans conséquence sur sa voix. Dès les années 1940, elle peine souvent à se lancer au début des concerts et des séances d'enregistrement, elle a besoin d'un verre de gin ou de cognac « pour s'éclaircir la voix »… Elle a également beaucoup de mal à renouveler son répertoire et ne retient qu'à grand peine les paroles de nouvelles chansons. Au fil des ans, sa diction si réputée devient pâteuse, son timbre légèrement enroué devient rauque, râpeux. La fatigue physique s'ajoute à tout cela. À quarante ans, Billie Holiday souffre quand elle chante, et cela s'entend. On entend aussi qu'elle n'a plus confiance dans cette voix vacillante, qui la trahit si souvent.
L'arrangeur et chef d'orchestre Ray Ellis s'épuise sur l'album Lady in Satin, mais quelque temps plus tard, en entendant l'album, en constatant l'infinie tristesse qui caractérise des chansons comme I'm a Fool to Want You ou You've Changed, il comprend la portée artistique d'un tel témoignage, et accepte d'enregistrer avec Billie son album-testament, Billie Holiday. Le musicien a évoqué plus d'une fois le souvenir de l'enregistrement de Lady in Satin : « Je dirais que le moment le plus intense en émotion fut de la voir écouter le playback de I'm a Fool to Want You. Elle avait les larmes aux yeux. Quand l'album fut terminé, j'ai écouté toutes les prises dans la salle de contrôle. Je dois admettre que j'étais mécontent de son travail, mais c'est parce que j'écoutais la musique, pas l'émotion. Ce n'est qu'en entendant le mixage final, quelques semaines plus tard, que j'ai compris que sa performance était vraiment formidable. »

## Influence
De Billie Holiday, Frank Sinatra, qui l'admirait tant, a retenu la décontraction. Il était devenu l'un de ses amis les plus proches à la fin de sa vie. Dans les années 1970, la chanteuse Diana Ross joue son personnage dans l'adaptation cinématographique du livre Lady Sings the Blues. Esther Phillips ou encore Nina Simone assument sans complexe leur filiation envers Lady Day. Macy Gray reconnaît aussi son influence : « Billie Holiday m'a beaucoup influencée. C'est la première chanteuse que j'ai vraiment étudiée », déclarait-elle en 1999.
L’historien du jazz Will Friedwald (en) place Peggy Lee, Anita O'Day et Kay Starr comme étant les trois héritières de Billie Holiday, les trois chanteuses puisant leur inspiration dans la manière de chanter le blues de Billie Holiday.

## En France
En Europe, Billie Holiday fait une tournée en 1954. À Paris, elle donne un concert le 1er février 1954 à la salle Pleyel. Elle se produit également la même année au Mars Club, au Ringside et Aux Trois Mailletz. Elle vient à Paris une seconde fois en 1958, le 12 novembre, en vedette à l'Olympia.

## Enregistrements

### Sessions
Sources : Sessiongraphie par Alberto Varela.

### Discographie sélective
En France, les enregistrements de Billie Holiday sont désormais dans le domaine public. Il est donc facile de trouver des disques de Billie Holiday à bas prix. Cependant, leur qualité est variable, les informations sur les enregistrements inexistantes… Les amateurs privilégieront donc les éditions « officielles », qui ont été remasterisées ces dernières années.
On connaît à ce jour plus de 660 enregistrements de Billie Holiday. Voici ses principaux albums et collections :
- Lady Day The Complete Billie Holiday on Columbia (1933-1944) (10 CD)
- Billie Holiday & Lester Young : Lady Day & Pres (1937-1941) (2 CD)
- The Complete Commodore Recordings (1939 & 1944) (2 CD)
- Complete Original American Decca Recordings (1944-1950) (2 CD)
- The Complete Verve Studio Master Takes (1952-1959) (6 CD)
- Billie Holiday Sings (1952)
- An Evening with Billie Holiday (1952)
- Billie Holiday (1954)
- Stay with Me (1955)
- Music for Torching (1955)
- Velvet Mood (1956)
- Lady Sings the Blues (1956)
- Body and Soul (1957)
- Songs for Distingué Lovers (1957)
- All or Nothing at All (1958)
- Lady in Satin (1958)
- Last Recordings (1959)

## Ouvrage
- Billie Holiday et William Dufty, Lady Sings the Blues, traduit de l'anglais par Danièle Robert, Marseille, Parenthèses, coll. « Epistrophy », 1984.

## Hommages

### Walk of Fame d'Hollywood
Le 7 avril 1986, Billie Holiday obtient à titre posthume son étoile sur le Walk of Fame d'Hollywood,.

### Littérature
- En 1984, Françoise Sagan évoque ses rencontres avec Billie Holiday dans le premier texte de Avec mon meilleur souvenir, intitulé « Billie Holiday ».
- En 1986, Marc-Édouard Nabe publie L'Âme de Billie Holiday, aux éditions Denoël.
- En 1993, Danièle Robert, la traductrice française de Lady Sings the Blues, publie un essai littéraire, Les Chants de l'aube de Lady Day, aux éditions Le temps qu'il fait.
- En 2010, Lilian Thuram lui consacre un chapitre de son livre Mes étoiles noires - De Lucy à Barack Obama.
- En 2012, Éric-Emmanuel Schmitt met en scène Viktor Lazlo pour un théâtre musical simplement intitulé Billie Holiday au théâtre Rive Gauche à Paris, à partir de fin novembre 2012 (spectacle nommé aux Globes de Cristal) puis en tournée jusqu'en 2015 avec son triptyque : l'album, le roman et le spectacle du même nom.

### Musique
- En 1945, Mary Lou Williams lui dédie Aries, un extrait de sa Zodiac Suite[30].
- En 1973, Lou Reed dans son album Berlin, a écrit une chanson à sa mémoire, Lady Day.
- En 1988, U2 lui rend hommage dans la chanson Angel of Harlem (album Rattle and hum, 1987)
- En 1990, Linda Sharrock publie On Holiday, hommage au répertoire de la chanteuse[31]
- En 2006, Oxmo Puccino s'est inspiré de la vie de la chanteuse pour son album Lipopette Bar afin de lui rendre hommage.
- En 2007, AaRON reprend le morceau Strange Fruit sur l'album Artificial Animals Riding on Neverland.
- En 2009, le groupe Warpaint chante son premier single, Billie Holiday.
- En 2010, un jardin du Festival des jardins de Chaumont-sur-Loire, parcelle no 2, lui rend hommage sous le nom de Hommage à Lady Day avec la diffusion de la chanson Body and Soul[32].
- En 2013, Kanye West sample des passages de Strange Fruit pour sa chanson Blood on the Leaves issue de son album Yeezus.
- En 2014, Akhenaton dans son album Je suis en vie, fait référence à la chanson Strange Fruit dans son morceau Étranges Fruits.
- En 2015, Cassandra Wilson lui dédie son album Coming Forth By Day, sorti le 7 avril 2015 et présenté à l'occasion des cérémonies du centenaire de Billie Holiday à l'Apollo Theater.
- En 2015, Lana Del Rey fait référence à Billie Holiday dans sa chanson The Blackest Day, issue de son album Honeymoon.
- En 2015, José James sort un album de reprises de Billie Holiday Yesterday I Had the Blues: The Music of Billie Holiday chez Blue Note.
- En 2020, le chanteur algérien Soolking, dans son album Vintage, lui rend hommage dans la chanson Billie Holiday.
- En 2020, le musicien américain M. Ward reprend intégralement son disque Lady in Satin en guitare/voix dans un album intitulé Think of Spring[33].

### Cinéma
- En 1972 sort le long-métrage de fiction Lady Sings the Blues, réalisé par Sidney J. Furie, et adapté de l'autobiographie éponyme de la chanteuse, incarnée dans le film par Diana Ross.
- En 2019, sort le long-métrage documentaire biographique Billie, réalisé par le Britannique James Erskine.
- En 2021, le réalisateur Lee Daniels lui consacre un nouveau film avec Billie Holiday, une affaire d'État (The United States vs. Billie Holiday) qui revient sur les problèmes judiciaires liés, entre autres, à la chanson Strange Fruit. Elle est interprétée par Andra Day qui reçoit pour sa prestation le Golden Globe de la meilleure actrice dans un film dramatique.

### Spectacles
- En novembre 2012, Dominique Magloire tient le rôle de Billie Holiday dans Neige Noire, un spectacle opéra jazz biographique[34],[35],[36].
- En 2015, Viktor Lazlo, reprend quelques standards de Lady Day à l'occasion de son récital intitulé 3 Femmes (Ella Fitzgerald, Billie Holiday, Sarah Vaughan) sur la scène du Théâtre Hébertot.
- En 2015, Neige Noire, variations sur la vie de Billie Holiday, texte et mise en scène de Christine Pouquet avec Samantha Lavital (Billie) et Rémi Cotta[37].

### Parfum
- En 2012, Serge Lutens rend hommage à Billie Holiday avec le parfum Une voix noire, avec des notes de gardénia — en référence à celui qu'elle avait dans les cheveux —, de rhum, de tabac et de bois.

### Peinture
- Billie Holiday est le sujet d'une série de portraits réalisés sur trente années par Marc-Édouard Nabe[38].

### Autres
- En septembre 2021, une école maternelle et primaire portant son nom ouvre à Bordeaux[39].
- Une des pelouses de l'hippodrome d'Auteuil (Paris) porte son nom[40].